# Argiope submaronica
Espèce
Synonymes
- Argiope savignyi Levi, 1968

Argiope submaronica est une espèce d'araignées aranéomorphes de la famille des Araneidae.

## Distribution
Cette espèce se rencontre du Yucatán au Mexique à l'État de São Paulo au Brésil,.

## Description
Argiope submaronica présente un dimorphisme sexuel important, la femelle mesure de 12,7 à 18 mm et le mâle de 3,2 à 4,7 mm.
Cette espèce a été décrite comme étant prétadatrice de Rhynchonycteris naso, une espèce de chauve-souris du Costa Rica qu'elle peut prendre dans sa toile et encoconer.

## Taxinomie
Cette espèce a été étudiée sous le nom d'Argiope savignyi de 1968 à 2012, en l'honneur du zoologiste français Jules-César Savigny qui décrivit et donna le nom de la première des Argiope au XIXe siècle.

## Publication originale
- Strand, 1916 : Systematische-faunistiche Studien über paläarktische, afrikanische und amerikanische Spinnen des Senckenbergischen Museums. Archiv für Naturgeschichte, vol. 81, no A9, p. 1-153.